# Marcelinho Huertas
Marcelo "Marcelinho" Tieppo Huertas (ur. 25 maja 1983 w São Paulo) – brazylijski koszykarz, występujący na pozycjach rozgrywającego oraz rzucającego obrońcy, olimpijczyk, obecnie zawodnik Iberostar Tenerife.
9 września 2015 podpisał umowę z klubem Los Angeles Lakers. 23 lutego 2017 został wytransferowany do Houston Rockets w zamian za Tylera Ennisa oraz prawa do Brada Newleya, po czym został zwolniony.
11 czerwca 2019 opuścił hiszpański klub Baskonia. 23 lipca został zawodnikiem Iberostar Tenerife.

## Osiągnięcia
Stan na 22 stycznia 2022, na podstawie, o ile nie zaznaczono inaczej.

### Drużynowe
- Mistrz:
  - FIBA EuroCup (2006)
  - Hiszpanii (2010, 2012, 2014)
  - ligi katalońskiej (2006)
- 2-krotny wicemistrz Hiszpanii (2013, 2015, 2018)
- 3. miejsce podczas mistrzostw Hiszpanii (2021)
- Zdobywca:
  - pucharu:
    - FIBA Intercontinental (2020)[9]
    - Hiszpanii (2013)

  - Superpucharu Hiszpanii (2011)
- Finalista:
  - Pucharu Hiszpanii (2012, 2014, 2015)
  - Superpucharu Hiszpanii (2012, 2013, 2014, 2018)

### Indywidualne
- MVP:
  - MVP Interkontynentalnego Pucharu FIBA (2020)[9]
  - kolejki TOP 16 Euroligi (tydzień 2, 5 – 2010/11, 2 runda – 2013/14)
- Najlepszy zawodnik z Ameryki Łacińskiej w lidze hiszpańskiej (2020, 2021)
- Rewelacja Sezonu Ligi Brazylijskiej (2003)
- Zaliczony do:
  - I składu ligi:
    - hiszpańskiej (2008, 2011, 2021)
    - Mistrzów FIBA (2020)

  - II składu ligi hiszpańskiej (2020)[10]
- Lider:
  - Euroligi w skuteczności rzutów wolnych (97,2% – 2013)
  - ligi hiszpańskiej w:
    - asystach (5,8 – 2011, 8,1 – 2020)[11]
    - skuteczności rzutów wolnych (2020)
- 2-krotny zawodnik tygodnia ligi ACB (tydzień 9, 24 – 2012/13)

### Reprezentacja
Drużynowe
- Mistrz:
  - Ameryki (2005, 2009)
  - igrzysk panamerykańskich (2007)
  - Ameryki Południowej (2006)
- Wicemistrz Ameryki (2011)
- 3. miejsce w Kontynentalnym Pucharze Jenaro "Tuto" Marchanda (2013)
- Uczestnik:
  - mistrzostw świata (2006 – 17. miejsce, 2010 – 9. miejsce, 2014 – 6. miejsce)
  - igrzysk olimpijskich (2012 – 5. miejsce)
  - mistrzostw Ameryki (2005, 2007 – 4. miejsce, 2009, 2011, 2013 – 9. miejsce)
  - rozgrywek Pucharu Marchanda (2007, 2009, 2011, 2013)

Indywidualne
- MVP mistrzostw Ameryki Południowej (2006)
- Zaliczony do I składu mistrzostw Ameryki (2011)
- Lider mistrzostw Ameryki w asystach (2013)